# Veedor (viticultura)
En viticultura, se le denomina veedor a la persona contrata por un Consejo Regulador de una Denominación de Origen, generalmente durante la campaña de vendimia, con la finalidad de controlar determinados aspectos de la uva, como por ejemplo la cantidad y la calidad, a la entrada de bodegas y cooperativas u otras labores propias en el control y la elaboración de vinos.

## La profesión
Según la región vitivinícola española, el veedor puede ser un técnico dentro del organigrama organizativo de la Denominación de Origen, es decir, una persona con titulación superior afín (Enología, Ingeniería Agronómica, Ingeniería de Montes...), con carácter estable y encargada de llevar a cabo las labores propias de los Servicios Técnicos del consejo regulador correspondiente.
Por el contrario, cuando el veedor que tiene un carácter temporal, se le pueda conocer como simplemente veedor, o también como Auxiliar de veedor o como Auxiliar de vendimia.